# Золота камера (Каннський кінофестиваль)
Золота камера (фр. Caméra d'or) — премія Каннського кінофестивалю, яку присуджують за найкращий дебютний повнометражний фільм, представлений в одній з програм фестивалю (Офіційний конкурс, Двотижневик режисерів, Особливий погляд, Тиждень критиків). Приз засновано Жилем Жакобом у 1978 році та вручається на церемонії закриття фестивалю незалежним журі.

## Опис
Правила визначають дебютний фільм як «перший художній фільм для екранного перегляду (будь-якого формату: ігровий, документальний або анімаційний) тривалістю 60 хвилин або більше, знятий режисером, який раніше не створював іншого 60-хвилинного або більшої тривалості фільму, та який не демонструвався на екранах». Режисери, які раніше створили лише студентські стрічки, або фільми для телевізійної аудиторії, можуть брати участь у цій категорії. 
Мета конкурсу — визначити фільм, «якість якого свідчить про необхідність заохочення режисера на створення другого фільму».

## Лауреати
| Рік  | Фільм                                   | Оригінальна назва                           | Режисер                                   | Країна          | Програма                      |
| ---- | --------------------------------------- | ------------------------------------------- | ----------------------------------------- | --------------- | ----------------------------- |
| 1978 | Аламбріста!                             | Alambrista!                                 | Роберт М. Янг                             | США             | Тиждень критиків              |
| 1979 | Північне сяйво                          | Northern Lights                             | Джон Генсон, Роб Нільссон                 | США             | Тиждень критики               |
| 1980 | Історія Адрієна                         | Histoire d'Adrien                           | Жан-П'єр Денні                            | Франція         | Тиждень критики               |
| 1981 | Десперадо-Сіті                          | Desperado City                              | Вадим Гловна                              | ФРН             | Двотижневик режисерів         |
| 1982 | Половина життя                          | Mourir à 30 ans                             | Ромен Гупіль                              | Франція         | Тиждень критики               |
| 1983 | Принцеса                                | Adj király katonát                          | Паль Ердешш                               | Угорщина        | Тиждень критики               |
| 1984 | Дивніше, ніж в раю                      | Stranger Than Paradise                      | Джим Джармуш                              | США             | Двотижневик режисерів         |
| 1985 | Оріана                                  | Oriana                                      | Фіна Торрес                               | Венесуела       | Особливий погляд              |
| 1986 | Чорне і біле                            | Noir et Blanc                               | Клер Девер                                | Франція         | Перспективи французького кіно |
| 1987 | Робінзонада, або Мій англійський дідусь | Робинзонада, или Мой английский дедушка     | Нана Джорджадзе                           | СРСР            | Особливий погляд              |
| 1988 | Салям, Бомбей!                          | सलाम बॉम्बे!                                    | Міра Наїр                                 | Індія           | Двотижневик режисерів         |
| 1989 | Моє двадцяте століття                   | Az én XX. századom                          | Ілдіко Енеді                              | Угорщина        | Особливий погляд              |
| 1990 | Замри, помри, воскресни!                | Замри, умри, воскресни!                     | Віталій Каневський                        | СРСР            | Особливий погляд              |
| 1991 | Тото-герой                              | Toto le Héros                               | Жако ван Дормель                          | Бельгія         | Двотижневик режисерів         |
| 1992 | Мак                                     | Mac                                         | Джон Туртурро                             | США             | Двотижневик режисерів         |
| 1993 | Аромат зеленої папаї                    | L'Odeur de la papaye verte / Mùi đu đủ xanh | Чан Ань Хунг                              | Франція В'єтнам | Особливий погляд              |
| 1994 | Як нам жити разом з мертвими            | Petits arrangements avec les morts          | Паскаль Ферран                            | Франція         | Двотижневик режисерів         |
| 1995 | Біла кулька                             | بادکنک سفيد                                 | Джафар Панагі                             | Іран            | Двотижневик режисерів         |
| 1996 | Любовна серенада                        | Love Serenade                               | Ширлі Баррет                              | Австралія       | Особливий погляд              |
| 1997 | Судзаку                                 | 萌の朱雀                                    | Наомі Кавасе                              | Японія          | Двотижневик режисерів         |
| 1998 | Слем                                    | Slam                                        | Марк Левін                                | США             | Двотижневик режисерів         |
| 1999 | Трон смерті                             | Throne of Death                             | Муралі Наїр                               | Індія           | Особливий погляд              |
| 2000 | Джоме                                   | (Djomeh)                                    | Хассан Йєктапана                          | Іран            | Особливий погляд              |
| 2000 | Час п'яних коней                        | زمانی برای مستی اسب‌ها                       | Бахман Гобаді                             | Іран            | Двотижневик режисерів         |
| 2001 | Швидкий бігун                           | Atanarjuat                                  | Захаріас Кунук                            | Канада          | Особливий погляд              |
| 2002 | Берег моря                              | Bord de mer                                 | Жулі Лопес-Курваль                        | Франція         | Двотижневик режисерів         |
| 2003 | Реконструкція                           | Reconstruction                              | Крістофер Бое                             | Данія           | Тиждень критики               |
| 2004 | Мій скарб                               | אור                                         | Керен Єдайя                               | Ізраїль         | Тиждень критики               |
| 2005 | Покинута земля                          | (Sulanga Enu Pinisa)                        | Вімукті Джаясундара                       | Шрі-Ланка       | Особливий погляд              |
| 2005 | Ти і я й усі, кого ми знаємо            | Me and You and Everyone We Know             | Міранда Джулай                            | США             | Тиждень критики               |
| 2006 | 12:08 на схід від Бухареста             | A fost sau n-a fost?                        | Корнеліу Порумбою                         | Румунія         | Двотижневик режисерів         |
| 2007 | Медузи                                  | מדוזות                                      | Етгар Керет                               | Ізраїль         | Тиждень критики               |
| 2008 | Голод                                   | Hunger                                      | Стів Макквін                              | Велика Британія | Особливий погляд              |
| 2009 | Самсон і Даліла                         | Samson and Delilah                          | Ворік Торнтон                             | Австралія       | Особливий погляд              |
| 2010 | Високосний рік                          | Año bisiesto                                | Мікаєль Рове                              | Мексика         | Двотижневик режисерів         |
| 2011 | Акації                                  | Las acacias                                 | Пабло Джорджеллі                          | Аргентина       | Тиждень критики               |
| 2012 | Звірі дикого Півдня                     | Beasts of the Southern Wild                 | Бен Зейтлін                               | США             | Особливий погляд              |
| 2013 | Ілоїло                                  | Ilo Ilo                                     | Ентоні Чен                                | Сінгапур        | Двотижневик режисерів         |
| 2014 | Тусівниця                               | Party Girl                                  | Марі Амашукелі, Клер Бергер, Семюель Тейс | Франція         | Особливий погляд              |
| 2015 | Земля і тінь                            | La tierra y la sombra                       | Сезар Ауґусто Асеведо                     | Колумбія        | Тиждень критики               |
| 2016 | Божественні                             | Divines                                     | Уда Беньяміна                             | Франція         | Двотижневик режисерів         |
| 2017 | Молода жінка                            | Jeune Femme                                 | Леонор Серрай                             | Франція Бельгія | Особливий погляд              |
| 2018 | Дівчина                                 | Girl                                        | Лукас Донт                                | Бельгія         | Особливий погляд              |
| 2019 | Наші матері                             | Nuestras Madres                             | Сезар Діаз                                | Бельгія Франція | Тиждень критики               |